# سوني كوكس
سوني كوكس (بالإنجليزية: Sonny Cox)‏ هو عازف ساكسفون أمريكي، ولد في 1938.